# St. Wenzel am Zderaz

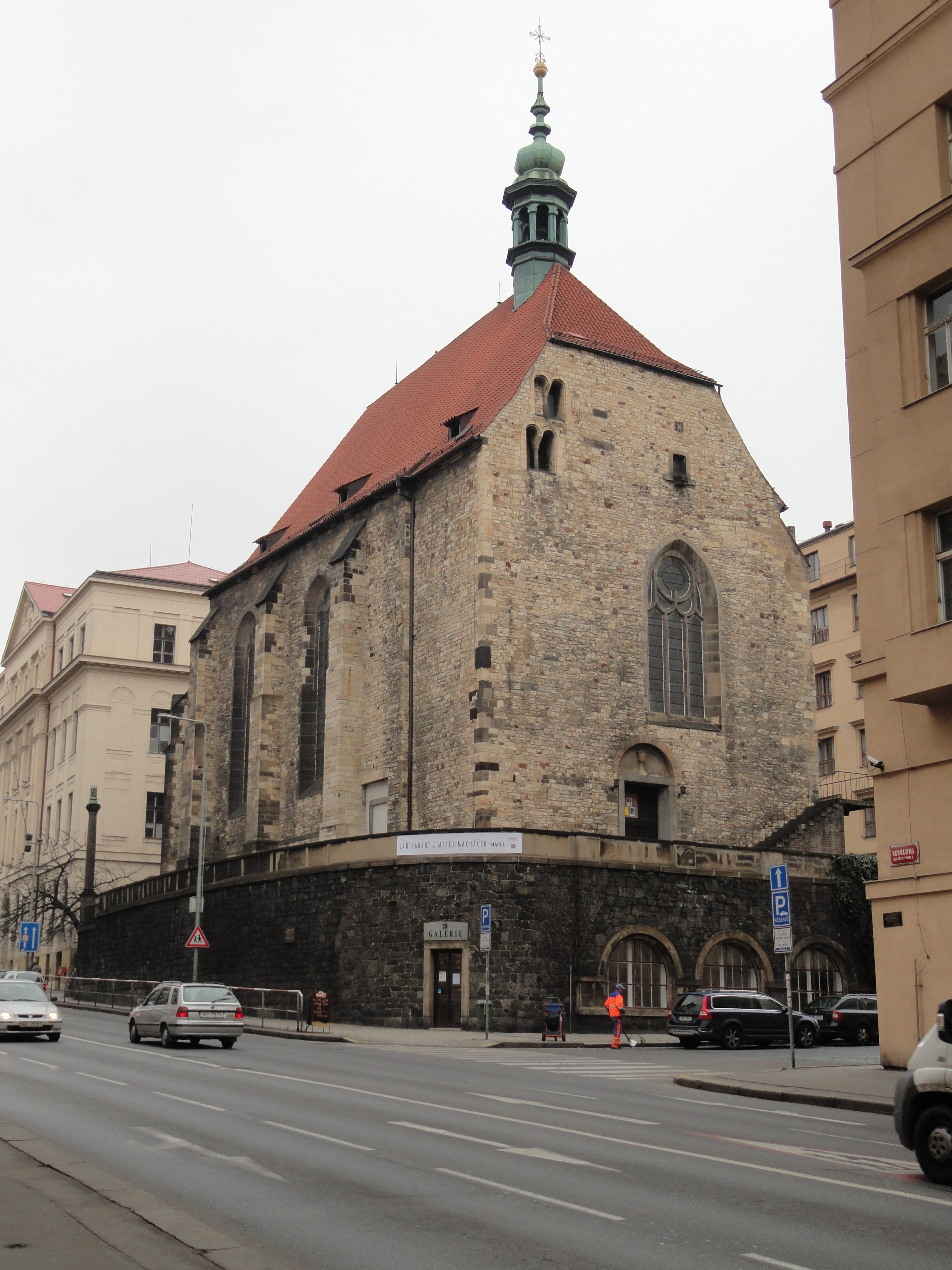
St. Wenzel von Zderaz von Nordwesten

Die Kirche St. Wenzel von Zderaz (tschechisch Kostel sv. Václava na Zderaze) ist ein Kirchengebäude in der tschechischen Hauptstadt Prag.
Sie war im 12. Jahrhundert als Pfarrkirche der Ortschaft Zderaz durch die Hrabischitzer angelegt worden und wurde spätestens im 13. Jahrhundert dem Orden der Beschützer des Gottesgrabes, welche auch als Kreuzherren mit dem doppelten roten Kreuz bezeichnet werden, übergeben.
Mauerreste des romanischen Kirchenschiffes und des Kirchturms sind in der Front noch sichtbar. Im Zusammenhang mit der Erhebung zur Burgkirche erfolgte vor 1399 auch ein gotischer Umbau der Kirche. Im Presbyterium blieben Fragmente gotischer Wandmalerei aus der Zeit um 1400 (Wurzel-Jesse-Darstellung?) erhalten. Erst 1586/87 erhielten die beiden Schiffe Sterngewölbe. Der Chor und die Sakristei sind frühbarock (17. Jahrhundert). 1909 und 1926 wurde die Kirche regotisiert.
Die Kirche ist eine der Pfarr- und Friedhofskirchen der Prager Neustadt. Sie wird seit 1927 von der Tschechoslowakischen Hussitischen Kirche genutzt.